# Projecció estereogràfica polar

Les dues xarxes que cobreixen l'Àrtic i l'Antàrtida.

La projecció estereogràfica polar és una projecció estereogràfica molt utilitzada per realitzar mapes de les regions polars de la Terra. És una projecció que produeix molt poca distorsió en l'escala de distàncies en els mapes dels casquets polars, sobretot entre les latitud és 80º i 90° (pol). D'aquesta manera es fa servir com a complementària de la Projecció Universal Transversa de Mercator per a la cartografia completa del món en el sistema UTM.